# Drachenfelsbahn
De Drachenfelsbahn is de oudste tandradspoorlijn in Duitsland. De lijn wordt geëxploiteerd door Bergbahnen im Siebengebirge AG. Sinds 1883 verbindt de meterspoorlijn de oude stad Königswinter in het Rijndal met het Zevengebergte, en eindigt net onder de top van de Drachenfels. De 1520 meter lange spoorlijn overwint een hoogteverschil van 220 meter; de maximale helling is 20 procent.
De Drachenfelsbahn is een van de meest gebruikte tandradspoorlijnen in Europa en vervoerde tot 2008 meer dan 35 miljoen passagiers. Naast de Bayerische Zugspitzbahn, de Wendelsteinbahn en de Zahnradbahn Stuttgart is de Drachenfelsbahn een van de slechts vier tandradspoorlijnen in Duitsland. De baan is volledig uitgerust met stalen dwarsliggers.
 Op 14 september 1958 deed zich een ernstig ongeluk voor toen een treinstel ontspoorde, waarbij 18 doden en 112 gewonden vielen.

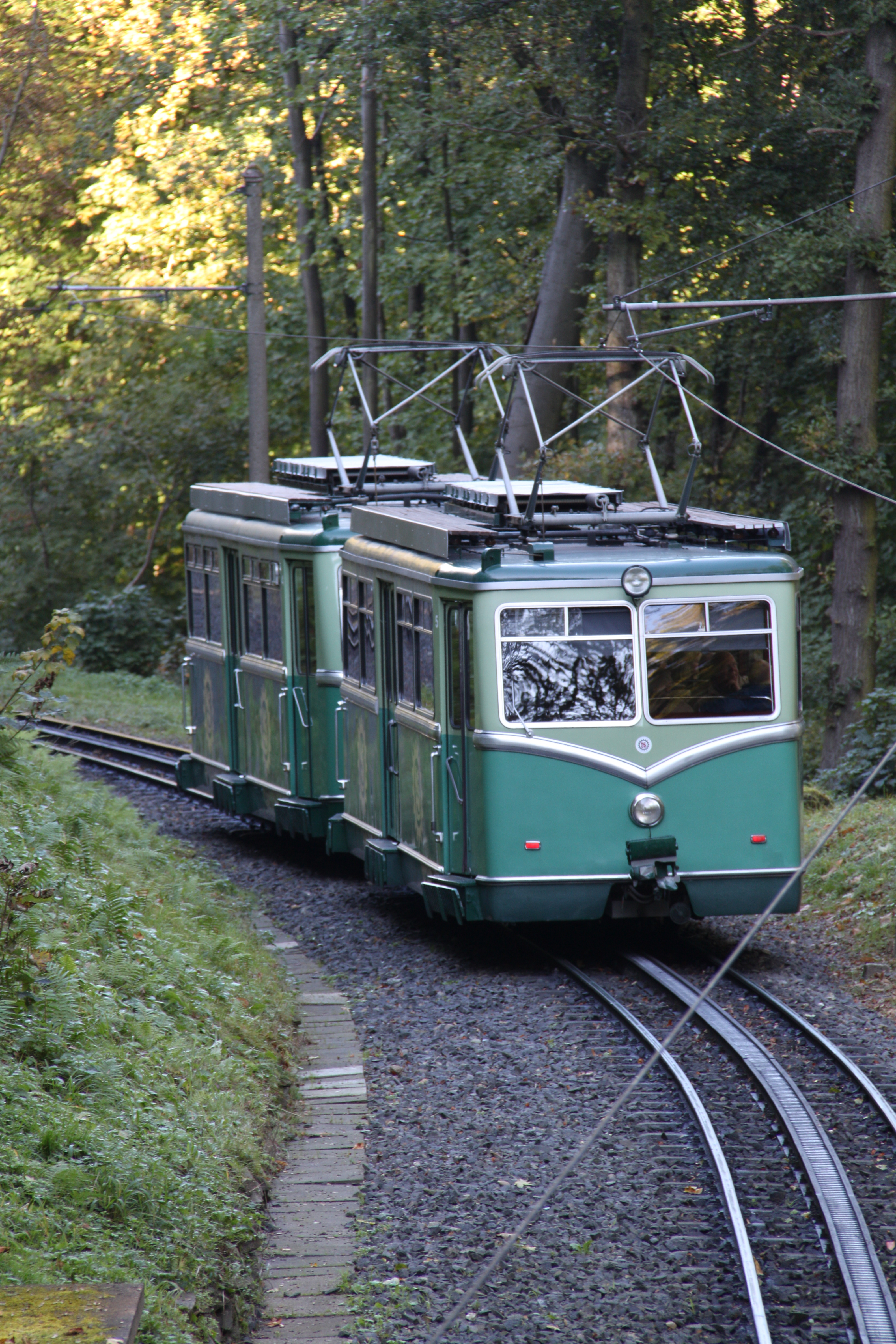
Treinstellen 5 en 2 (bergafwaarts)
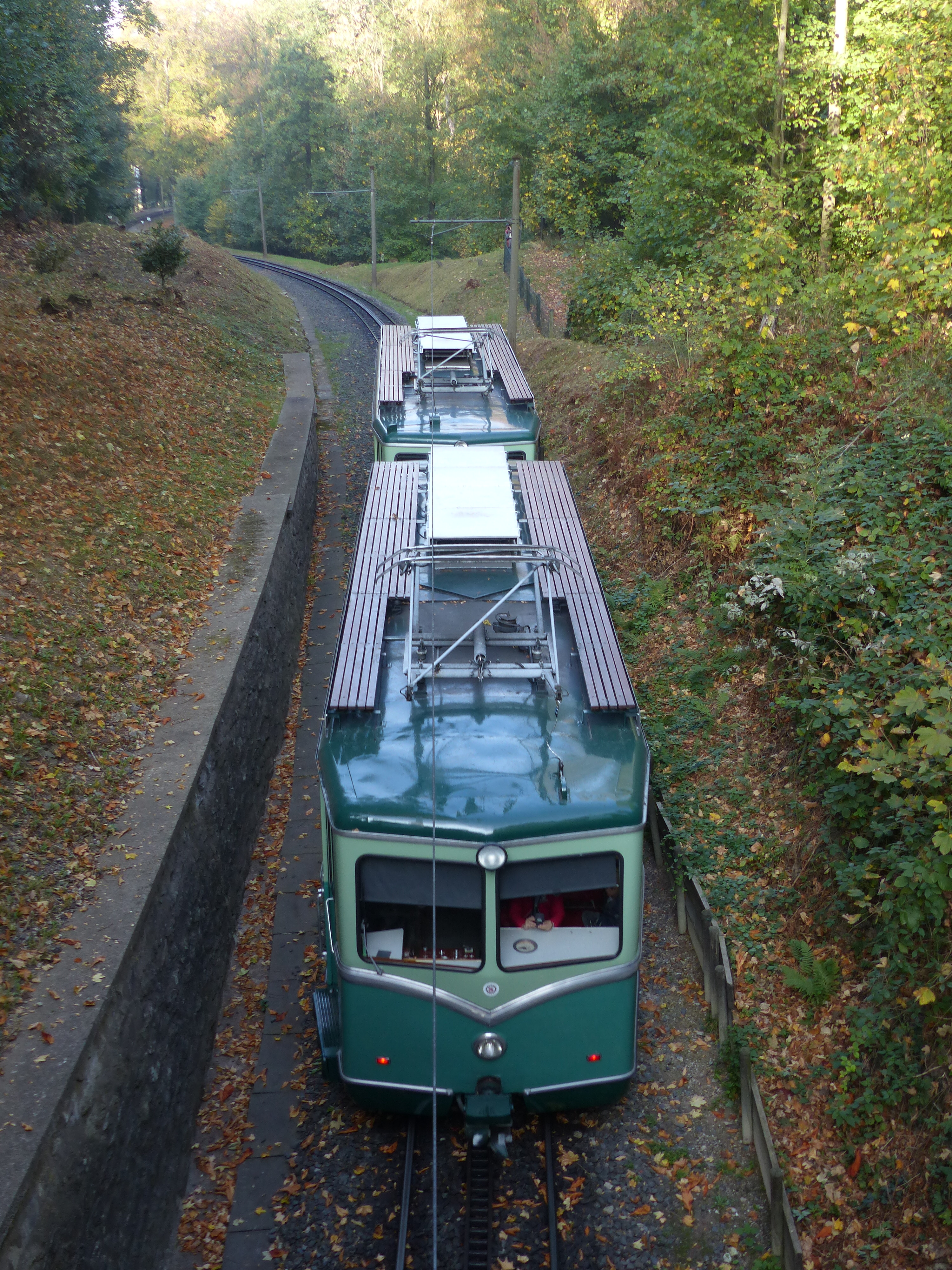
Locomotief
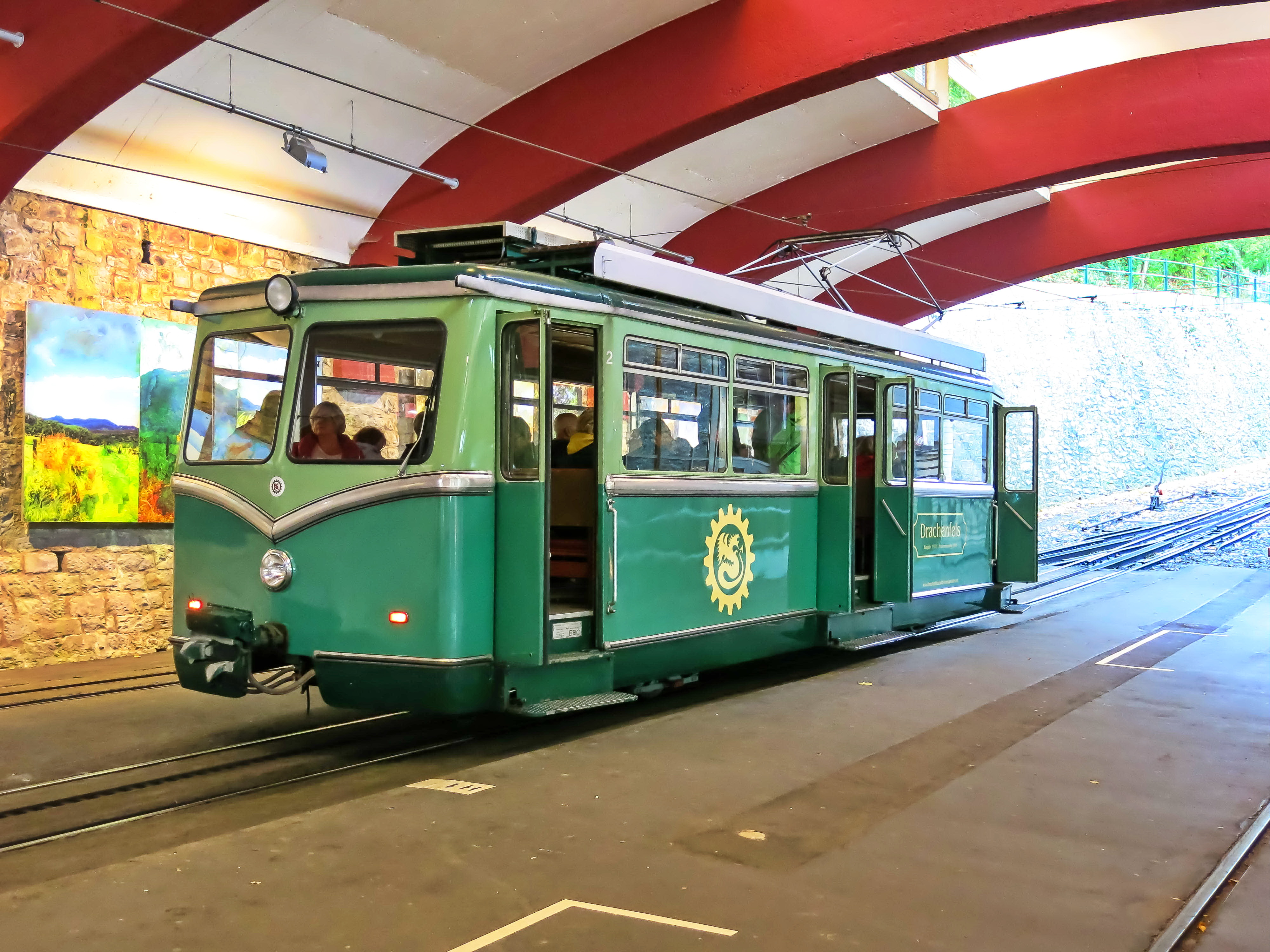
In Königswinter
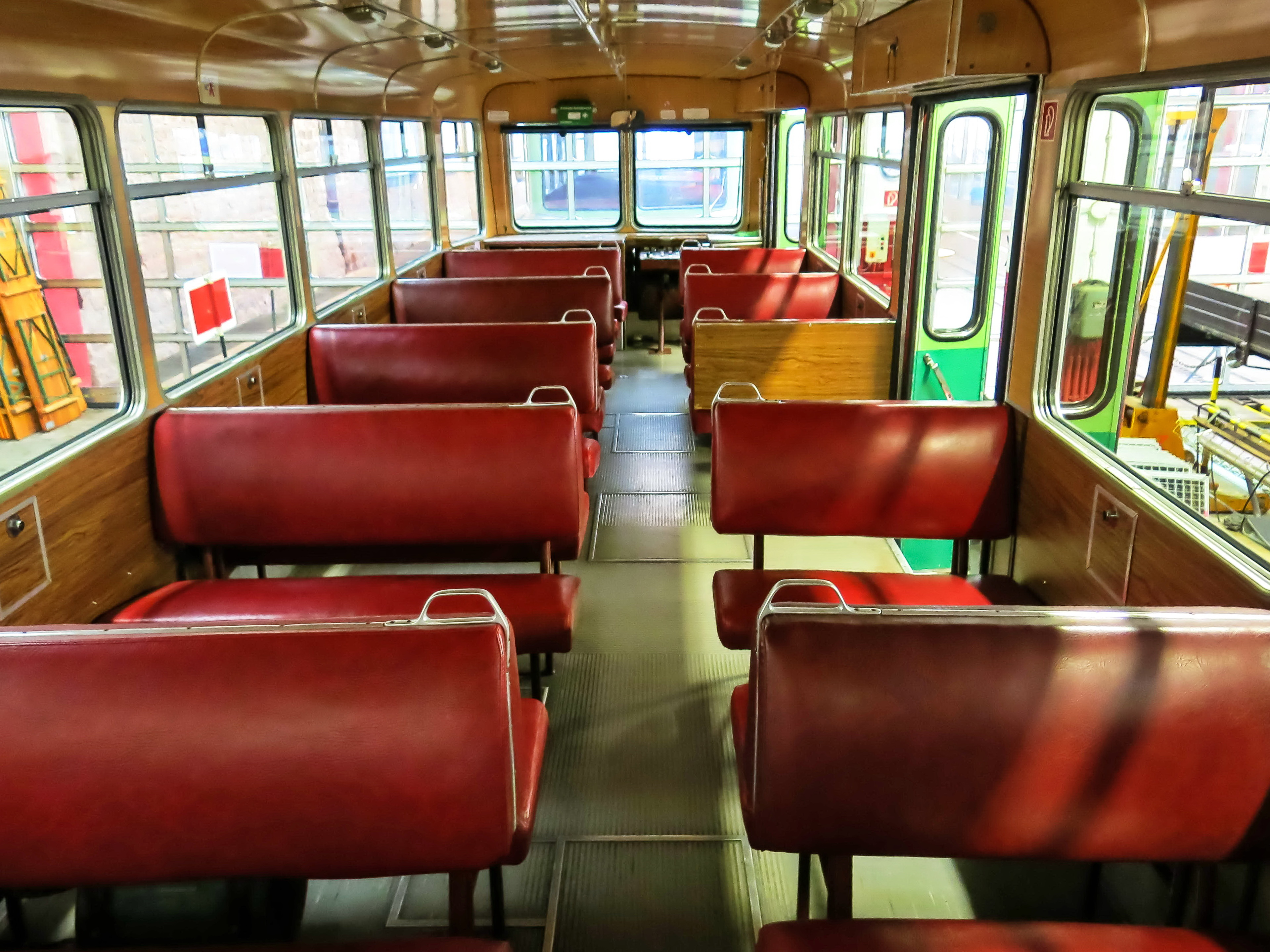
Interieur